# Asparagus nesiotes
Asparagus nesiotes là một loài thực vật có hoa trong họ Măng tây. Loài này được Svent. mô tả khoa học đầu tiên năm 1969.